# EL/M-2258 ALPHA
EL/M-2258 ALPHA （“先进轻型相控阵”）是由以色列航空航天工业公司Elta开发的多功能有源电子扫描阵列海军雷达系统，用于安装在轻型护卫舰、护卫舰和大型舰艇等中型战斗舰艇上。它能够跟踪空中和地面目标，并提供带有目标分类的火控和溅射定位引导。 ALPHA 是“先进轻型相控阵海军雷达”的缩写。

## 使用国
该雷达安装在以色列海军的中型战舰上。
 以色列
- 萨尔4.5级导弹艇[3]
- 萨尔5级轻型护卫舰

未来使用者
 以色列
- 萨尔72级轻型护卫舰[4] [5]

 菲律賓
- 菲律宾海军HDC-3100未来轻型护卫舰[6]

## 查看更多
- EL/M-2248_MF-STAR